# ゲオルク (ブラウンシュヴァイク＝カレンベルク公)
ゲオルク（Georg, 1582年11月17日 - 1641年4月2日）は、ブラウンシュヴァイク＝リューネブルク公の1人で、カレンベルク侯（在位：1635年 - 1641年）。リューネブルク侯ヴィルヘルムと妃ドロテア（デンマークとノルウェーの王クリスチャン3世と王妃ドロテアの娘）の5男。エルンスト2世、クリスティアン、アウグスト1世、フリードリヒ4世の弟。
1591年から1596年までイェーナ大学で学び、オランダ総督マウリッツの下で従軍後は三十年戦争で軍勢を率いて転戦していた。
1635年にブラウンシュヴァイク＝リューネブルク家の所領の分割で、ゲオルクはカレンベルク侯領とゲッティンゲン侯領を与えられた（ヴォルフェンビュッテル侯領は従兄のアウグスト2世が相続）。翌1636年に住まいをハノーファーへ移し、カレンベルク侯領の首都とすることを宣言した。1637年からライネ川沿いの土地ライネ宮殿建設を始めたが、1640年にヒルデスハイムに移り翌1641年に死去、長男のクリスティアン・ルートヴィヒが後を継いだ。

## 子女
1617年にヘッセン＝ダルムシュタット方伯ルートヴィヒ5世の娘アンナ・エレオノーレと結婚した。生まれた子のうち成人に達したのは5人である。
- クリスティアン・ルートヴィヒ（1622年 - 1665年） - カレンベルク侯、リューネブルク侯
- ゲオルク・ヴィルヘルム（1624年 - 1705年） - カレンベルク侯、リューネブルク侯、ザクセン＝ラウエンブルク公
- ヨハン・フリードリヒ（1625年 - 1679年） - カレンベルク侯
- ゾフィー・アマーリエ（1628年 - 1685年） - デンマーク・ノルウェー王フレデリク3世妃
- エルンスト・アウグスト（1629年 - 1698年） - カレンベルク侯、ハノーファー選帝侯

| 爵位・家督                  | 爵位・家督                     | 爵位・家督                        |
| --------------------------- | ------------------------------ | --------------------------------- |
| 先代 フリードリヒ・ウルリヒ | カレンベルク侯 1635年 - 1641年 | 次代 クリスティアン・ルートヴィヒ |